# Allium ampeloprasum
Il porro (Allium ampeloprasum L.) è una pianta erbacea monocotiledone biennale della famiglia delle Amaryllidaceae. È simbolo nazionale del Galles.

## Descrizione

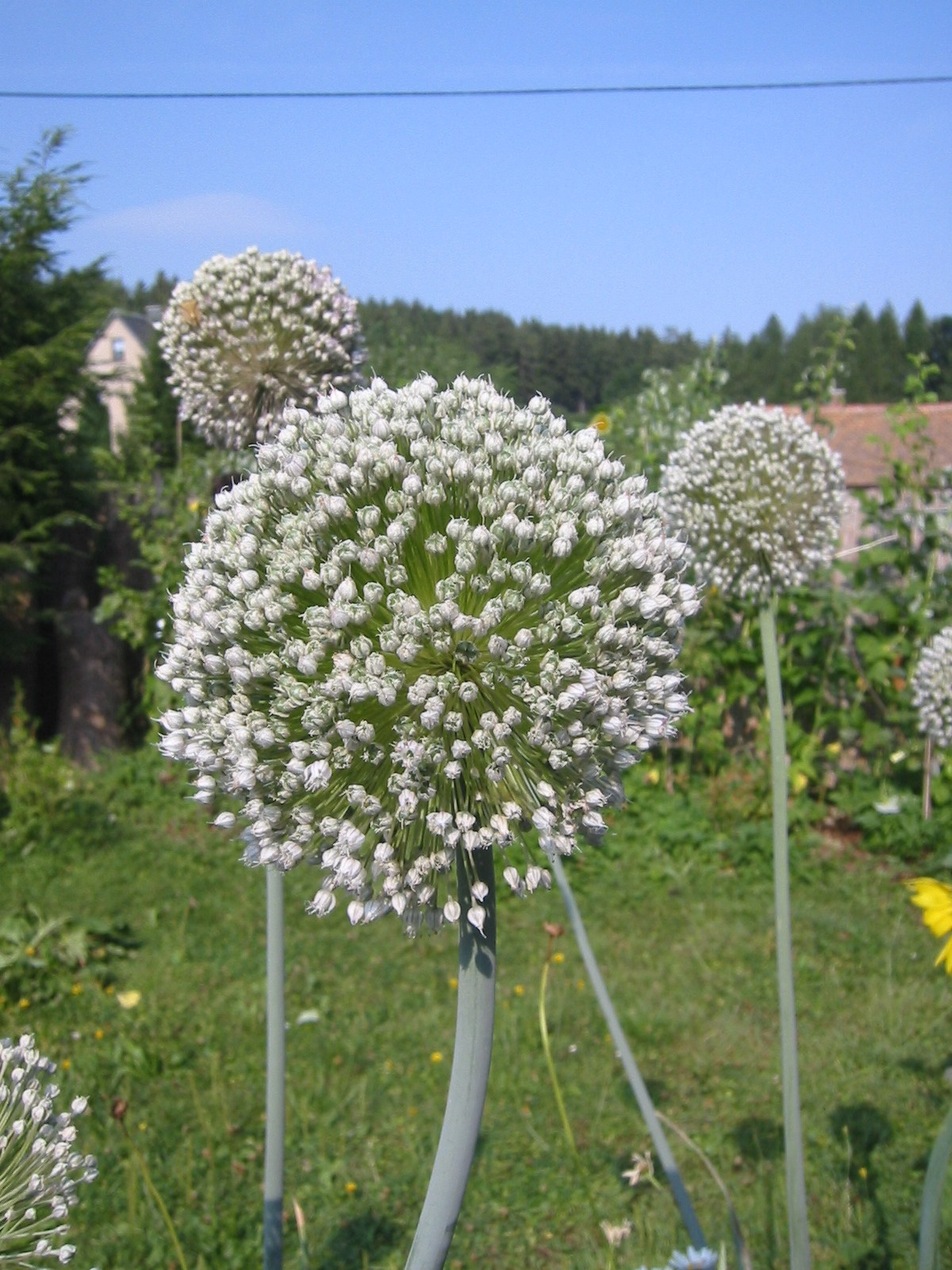
Infiorescenza di porro

Il porro è una pianta erbacea perenne che produce 6-9 foglie lunghe 10-30 cm avvolte attorno a uno scapo fiorito alto 45-180 cm, che cresce da un bulbo ovoidale di circa 20-60 mm di diametro. Il bulbo si divide e produce anche bulbilli, formando nel tempo un gruppo di piante
Le foglie sono opposte di colore verde scuro o verde giallastro, e sono raggruppate a formare una sorta di pseudo-fusto. I fiori sono bianchi verdastri, formati da tre pezzi e portati in infiorescenza ad ombrella al termine di uno scapo fiorale che si sviluppa nel secondo anno di vita della pianta.

## Distribuzione e habitat

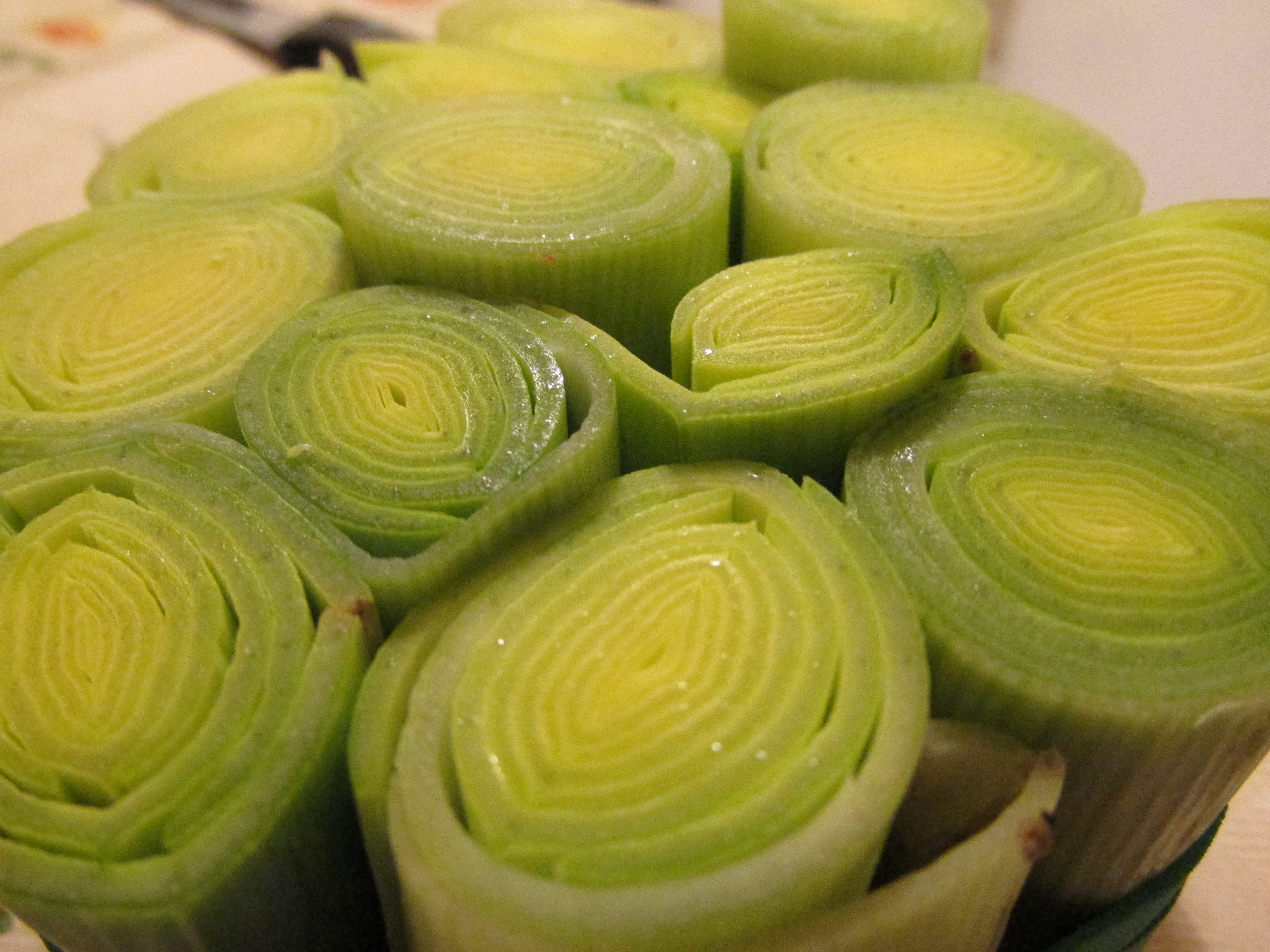
Porri, sezione orizzontale

Il porro è originario della regione mediterranea e del Vicino Oriente. La sua coltivazione è di antichissima memoria: il porro era conosciuto dagli Egizi e dai Romani.

## Usi
Il porro è un ortaggio. I piccoli bulbi possono essere consumati crudi o cotti e hanno un sapore abbastanza forte di porro e aglio e sono buoni per aromatizzare cibi cotti.
Le foglie possono essere consumate crude o cotte e hanno un gradevole sapore di aglio. Sono disponibili da fine autunno a primavera anche se possono diventare piuttosto dure e fibrose invecchiando.
I fiori hanno un sapore simile alle foglie ma hanno una consistenza secca e sono migliori per essere usati per aromatizzare cibi cotti.
I bulbilli hanno un leggero sapore di aglio e sono un buon aromatizzante nelle insalate e nei cibi cotti. Sebbene prodotti in abbondanza, sono piuttosto difficili da usare perché sono piccoli.
La varietà kurrat, è coltivata in Egitto e Medio Oriente. Viene largamente utilizzata nella cucina araba e maghrebina, principalmente per le foglie.